# Corona González
Pour les articles homonymes, voir Gonzalez.
Corona González Santos (A Laracha, 10 octobre 1875 - Vigo, 11 mai 1972) est une philanthrope, photographe et journaliste espagnole.

## Biographie
Après la mort de son mari en 1925, González a écrit plusieurs articles dans l'hebdomadaire A Nosa Terra où elle a abordé la question de l'émigration et le besoin d'éducation des femmes. Passionnée de photographie, le magazine Vida Gallega publie en 1914 son reportage photographique intitulé "Art et beauté" sur une soirée caritative organisée au Casino. Il a également fait de la sculpture en ciment. En 1929, elle a abandonné son terrain pour construire la nouvelle église du Tiers-Ordre de San Francisco, qui a été achevée en 1931. Là, elle a ordonné la construction d'un mausolée de style Art déco où elle a déménagé les restes de son mari.

## Source
- (es) Cet article est partiellement ou en totalité issu de l’article de Wikipédia en espagnol intitulé « Corona González » (voir la liste des auteurs).